# Hardenberg-Wilthen

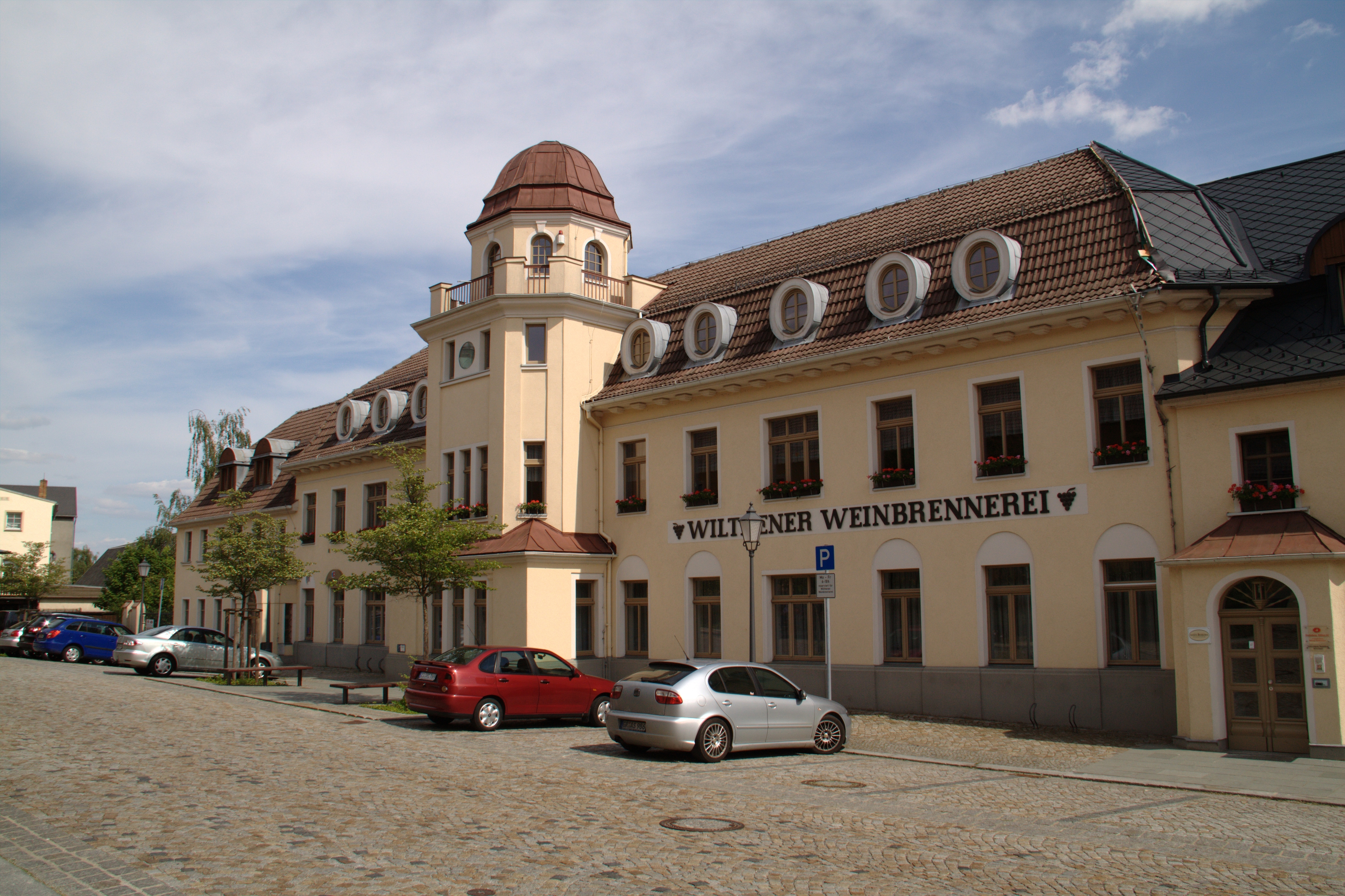
Brennerei Wilthen

Die Hardenberg-Wilthen AG ist ein Unternehmen der Spirituosenbranche in Nörten-Hardenberg. Nach eigenen Angaben ist die Hardenberg-Wilthen AG der fünftgrößte Spirituosen-Hersteller Deutschlands.
Die Aktien befinden sich über die Gräflich von Hardenberg'sche Kornbrennerei GmbH & Co. KG ausschließlich im Besitz der Familie von Hardenberg.

## Geschichte
Die Geschichte geht zurück auf das Jahr 1700. In diesem Jahr eröffnete Fritz-Dietrich von Hardenberg die Gräflich von Hardenberg'sche Kornbrennerei.
Im Jahr 1971 übernahm die Kornbrennerei Hardenberg Anteile der traditionsreichen Danziger Likörfabrik Der Lachs (gegründet 1598).
Nach der Deutschen Wiedervereinigung kaufte das Unternehmen im Jahr 1992 die Wilthener Weinbrennerei in Wilthen (Sachsen) und integrierte diese. Die Tradition dieses Hauses geht zurück auf das Jahr 1842. Die Übernahme ermöglichte auch die Integration einer weiteren traditionsreichen Marke, der Wilthener Goldkrone. Im Jahr 1998 erfolgte die Gründung der Hardenberg-Wilthen AG in ihrer heutigen Form.
Seit 2007 kooperiert das Unternehmen in der Produktion mit der Semper idem Underberg GmbH. Gemeinsam wurde am sächsischen Standort in Wilthen eine gemeinsame Produktionslinie aufgebaut. Diese wird betrieben durch das 2006 gegründete Tochterunternehmen Santa Barbara Spirituosengesellschaft mbH.
Seit 2014 intensiviert die HWAG das Importgeschäft und vertreibt international bekannte Marken, wie z. B. OPIHR, Greenall's oder Ron Varadero.
Nach einem Umbau wurde 2019 die neue Hardenberg Distillery in Nörten-Hardenberg eröffnet, wodurch die Herstellung neuer Kategorien, wie Whiskey und Gin möglich wurde.
Die Destillerie hat auch einen ganz besonderen Bezug zu Göttingen, denn hier wird der „Von Hallers Gin“ mit Kräutern hergestellt, die aus dem Alten Botanischen Garten in Göttingen stammen.
2020 hat Carl Graf von Hardenberg jun. (* 1988) die Geschäftsführung von seinem Vater Carl Graf von Hardenberg sen. (* 1955) übernommen.

## Bekannte Marken

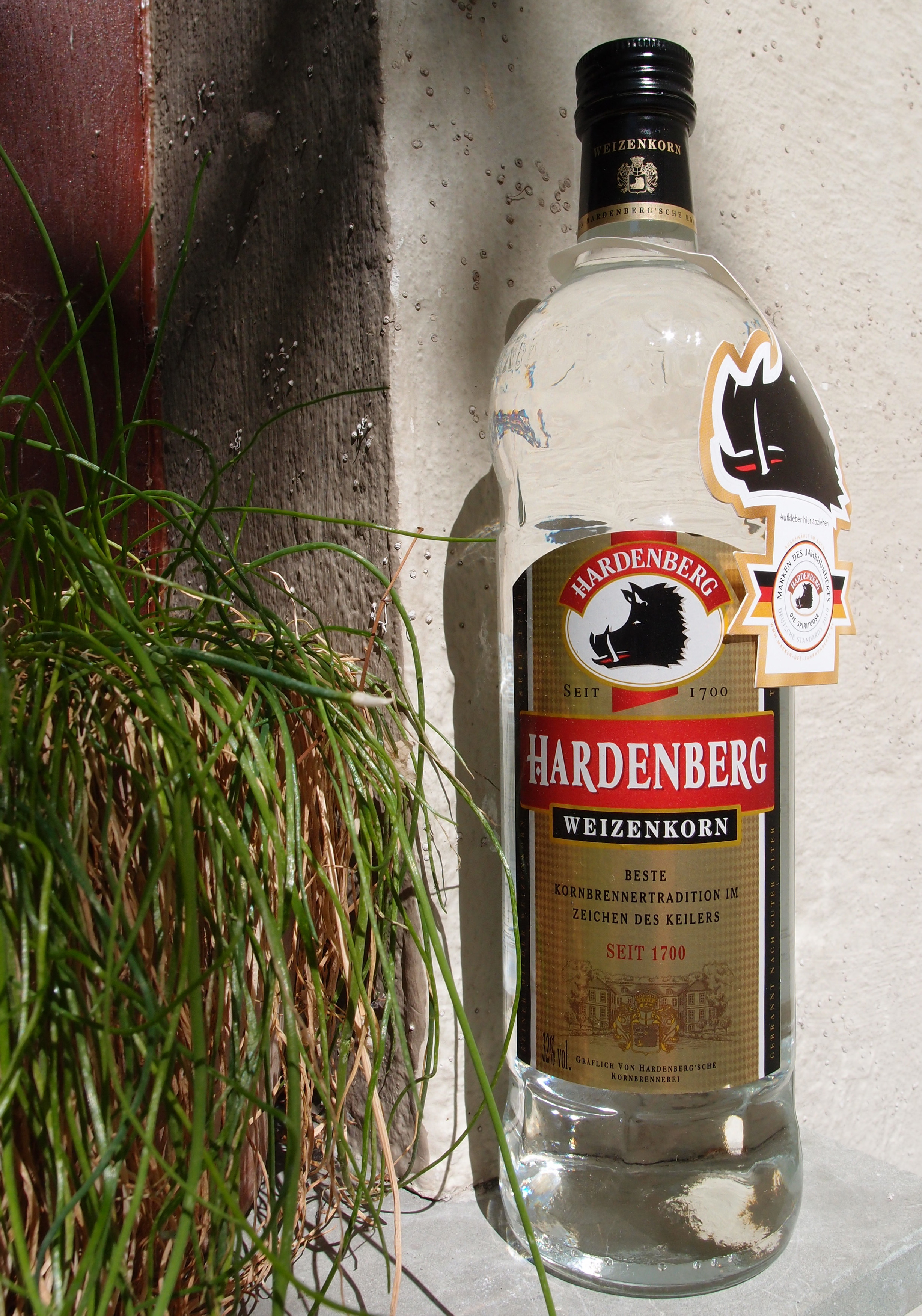
Hardenberg Weizenkorn

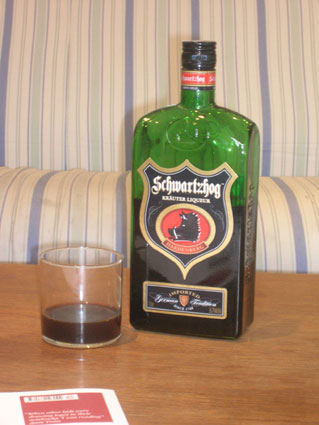
Hardenberg Schwartzhog

Die vom Unternehmen produzierten und vertriebenen Marken sind:
- Beverbach (Whiskey)
- Von Hallers Gin (Gin)
- Original Danziger Goldwasser (Likör),
- Hardenberg Korn (Korn),
Der Weizenkorn („mit dem Keilerkopf“) hat in Deutschland einen hohen Bekanntheitsgrad.
- Kleiner Keiler (Likör),
- Original Lehment Rostocker (Klarer),
- Wilthener Goldkrone (Spirituose).

Die Marke Hardenberg wurde in der Sparte die Spirituose zur Marke des Jahrhunderts 2010 gekürt.

## Weiteres Sortiment
- Schwartzhog
- Sambalita
- Persico
- Wilthener Gebirgskräuter
- Wilthener Goldkrone
- MIAMÉE